# سان پانکراتسیو سالنتینو
سان پانکراتسیو سالنتینو (به ایتالیایی: San Pancrazio Salentino) یک کومونه در ایتالیا است که در استان بریندیزی واقع شده‌است.
 سان پانکراتسیو سالنتینو ۵۵ کیلومتر مربع مساحت و ۱۰٬۲۸۹ نفر جمعیت دارد و ۶۲ متر بالاتر از سطح دریا واقع شده‌است.

## خواهرخوانده
شهر بیشلیه خواهرخواندهٔ سان پانکراتسیو سالنتینو هست.